# Schülerlabor
Schülerlabore sind in der Regel außerschulische Bildungseinrichtungen oder außerschulische Lernorte, die Kindern und Jugendlichen Erfahrungen zur Forschung, zum Anfassen, Ausprobieren und Verstehen in den Naturwissenschaften, technischen Fächern – und in jüngster Zeit auch zunehmend in den Geistes- und Gesellschaftswissenschaften – bieten.

## Entwicklung und Formen
Seit Ende der 1990er Jahre sind in Deutschland fast 400 (Stand Januar 2018) so genannte Schülerlabore zum Beispiel an Universitäten, Forschungseinrichtungen, Science Centern, Museen, Technologie- und Gründerzentren und in der Industrie entstanden. Außerhalb der Schule Naturwissenschaften erleben bietet für viele Kinder und Jugendliche einen ganz besonderen Reiz. In Schülerlaboren an Forschungseinrichtungen und Universitäten können dabei Geräte und Techniken vorgestellt und ausprobiert werden, die in der Schule in der Regel nicht zur Verfügung gestellt werden können.
Der direkte Kontakt, den Kinder und Jugendliche in einem Schülerlabor mit Wissenschaftlern haben können, ermöglicht es, schnell und unkonventionell Erkenntnisse und Methoden der modernen Forschung in den Unterricht zu transferieren. Ein Erfolg, der sich nachweisen lässt: Das Interesse von Schülerinnen und Schülern an den Naturwissenschaften wird durch einen Schülerlabor-Besuch nachhaltig gefördert (vgl. z. B. Untersuchungen von Katrin Engeln und Manfred Euler (2004): Forschen statt Pauken, Aktives Lernen in Schülerlaboren in: Physik Journal 3(2004) Nr. 11, Seite 45 ff. und entsprechende Beiträge in der Dokumentation Genlabor & Schule (2005) (s. u.)).
Schülerlabore sind durch eine Vielfalt an Konzepten gekennzeichnet. Dies führt einerseits zu einer großen Dynamik mit immer neuen, innovativen Projekten, andererseits erschwert es die einheitliche Darstellung der Szene für Außenstehende. Nach LernortLabor – Bundesverband der Schülerlabore e.V. kann unter dem gemeinsamen Begriff „Schülerlabor“ die folgende Kategorisierung angewandt werden:
- Klassische Schülerlabore (SchüLerLaborK) richten sich an ganze Klassen und bilden somit eine gute Möglichkeit der Breitenförderung. Ihre Kurse sind nah am Curriculum angelehnt und werden im Rahmen schulischer Veranstaltungen besucht.
- Schülerforschungszentren (SchüLerLaborF) haben ihren Schwerpunkt in der individuellen Förderung. Kinder und Jugendliche arbeiten eigenverantwortlich an eigenen Forschungsthemen, zum Teil in kleinen Teams, und bereiten sich dadurch nicht selten auch auf Wettbewerbe wie Jugend forscht oder die Wissenschaftsolympiaden vor.
- Lehr-Lern-Labore (SchüLerLaborL) sind Bestandteil der Lehrerausbildung. Sie bieten schon den Lehramts-Studierenden eine obligatorische Möglichkeit, die Arbeit mit Kindern und Jugendlichen im Schülerlabor kennenzulernen und selber zu konzipieren. Somit ist die Lehramtsausbildung integraler Bestandteil des Betriebes an didaktischen oder fachwissenschaftlichen Schülerlaboren.
- In Schülerlaboren mit Schwerpunkt Wissenschaftskommunikation (SchüLerLaborW) werden Erkenntnisse aus Forschung und Entwicklung der Betreiberorganisationen vermittelt, überwiegend an Großforschungseinrichtungen und in der Industrieunternehmen.
- Schülerlabore mit Bezug zum Unternehmertum (SchüLerLaborU) sind klassischerweise großen Unternehmen der Industrie angegliedert und haben die gesamte Wertschöpfungskette von der Planung bis zum fertigen Produkt zum Inhalt. Sie ermöglichen Schülern damit einen wichtigen, oft ersten, starken Einblick in wirtschaftliches Denken und Handeln in Kombination mit Forschung und Entwicklung im MINT-Bereich.
- Der Kategorie der Schülerlabore mit ausgeprägter Berufsorientierung (SchüLerLaborB) kommt besonders in Zeiten des mangelnden Nachwuchses im MINT-Bereich eine wichtige Bedeutung zu. Diese Schülerlabore unterstützen mit intensiven Einblicken in die verschiedenen Berufe die Schulen in ihrer Aufgabe der Berufsorientierung von Jugendlichen.
- In Schülerlaboren „Engineering / Entwicklung und Produktion“ (SchüLerLaborE) arbeiten, entwickeln und experimentieren die Kinder und Jugendlichen in Räumen mit Werkstatt-Charakter. Sie kommen in ihrer Freizeit in das Schülerlabor, ähnlich wie in ein Schülerforschungszentrum. Die Räumen stehe meist nicht nur Schülern offen, sondern auch aktive Eltern oder anderen Interessierten.
- Schülerlabor für Geistes-, Sozial- und Kulturwissenschaften (SchüLerLaborG) betrachten Phänomene, die sich aus dem Wirken des Menschen auf seine Lebens-Umwelt ergeben. So werden mit Hilfe von Themen aus der Geschichte, der Gesellschaft, dem Recht, der Literatur und weiteren Bereichen Ergebnisse des menschlichen Handelns untersucht und in ihrer Bedeutung für jeden Einzelnen und die Gesellschaft bewertet.

Seit 2011 sind Schülerlabore auch Orte der MINT-Nachhaltigkeitsbildung.

## Ähnliche Begriffe und ihre Bedeutung
- Jugendforschungszentrum: Schülerforschungszentrum
- MINT-MAKER Garagen: Schülerforschungszentrum
- Offene Jugendwerkstatt: Schülerforschungszentrum
- Lernforschungslabor: Lehr-Lern-Labor

## Beispiele
- Alfried Krupp-Schülerlabor an der Ruhr-Universität Bochum
- DLR School Lab
- Heidelberger Life-Science Lab
- XLAB